# Kaga Bandoro Airport
Kaga Bandoro Airport är en flygplats i Centralafrikanska republiken.   Den ligger i prefekturen Préfecture de la Nana-Grébizi, i den centrala delen av landet, 300 km norr om huvudstaden Bangui. Kaga Bandoro Airport ligger 415 meter över havet.
Terrängen runt Kaga Bandoro Airport är huvudsakligen platt. Kaga Bandoro Airport ligger nere i en dal. Närmaste större samhälle är Kaga Bandoro, 1,1 km öster om Kaga Bandoro Airport. 
I omgivningarna runt Kaga Bandoro Airport växer huvudsakligen savannskog. Runt Kaga Bandoro Airport är det mycket glesbefolkat, med 7 invånare per kvadratkilometer.